# لوبیتسا کوتسرووا
لوبیتسا کوتسرووا (انگلیسی: Lubica Kucerova؛ زادهٔ ۲۷ آوریل ۱۹۸۳) طراح مد و بازیگر اهل کشور اسلواکی است. او بنیانگذار «لوبیتسا»، شرکت پوشاک مستقر در جامائیکا است.